# Келчина
Келчина (пол. Kiełczyna) — село в Польщі, у гміні Боґорія Сташовського повіту Свентокшиського воєводства.
Населення — 433 особи (2011).
У 1975-1998 роках село належало до Тарнобжезького воєводства.

## Демографія
Демографічна структура на день 31 березня 2011 року:
|          | Загалом | Допрацездатний вік | Працездатний вік | Постпрацездатний вік |
| -------- | ------- | ------------------ | ---------------- | -------------------- |
| Чоловіки | 219     | 49                 | 142              | 28                   |
| Жінки    | 214     | 39                 | 125              | 50                   |
| Разом    | 433     | 88                 | 267              | 78                   |